# Tsing Yi
Die Insel Tsing Yi (chinesisch 青衣島 / 青衣岛, Pinyin Qīngyī Dǎo, Jyutping Cing1ji1 Dou2, englisch Tsing Yi Island) ist eine Insel nordwestlich von Hong Kong Island; sie gehört zur Stadt Hongkong. Mit etwa 10,69 km² Fläche ist sie die fünftgrößte Insel Hongkongs. Auf Tsing Yi leben heute rund 200.000 Menschen. Zusammen mit Kwai Chung ist Tsing Yi Teil der Tsuen Wan New Town, welche zum Distrikt Kwai Tsing gehört; dieser Distrikt wird zu den New Territories gezählt.
Tsing Yi (青衣,  qīngyī, Jyutping cing1ji1) bedeutet übersetzt so viel wie „grüne (oder schwarze) Kleidung“. Es gibt allerdings auch einen Fisch, der diesen Namen trägt und früher in Küstennähe der Insel beheimatet war.
Die Insel hat in den letzten Jahrzehnten drastische bauliche Veränderungen an der Küste erfahren, die dazu dienten, mehr Wohnraum für die Bewohner und leistungsfähige Straßenverbindungen (unter anderem zum Hong Kong International Airport) zu schaffen. So wurden etwa die natürlichen Häfen und Buchten Tsing Yi Tong (青衣塘), Mun Tsai Tong (門仔塘) und Tsing Yi Bay (青衣灣) im Nordwesten komplett bebaut und tausende neue Wohnungen in zum Teil wolkenkratzerartigen Bauten errichtet. Tsing Yi ist über sechs Brücken mit dem Festland und durch die Tsing-Ma-Brücke mit der kleineren Nachbarinsel Ma Wan (馬灣) und Lantau verbunden. Am Südostrand der Insel erstreckt sich der westliche Teil des Containerterminals, am West- und Südufer befindet sich der Mineralölhafen Hongkongs.

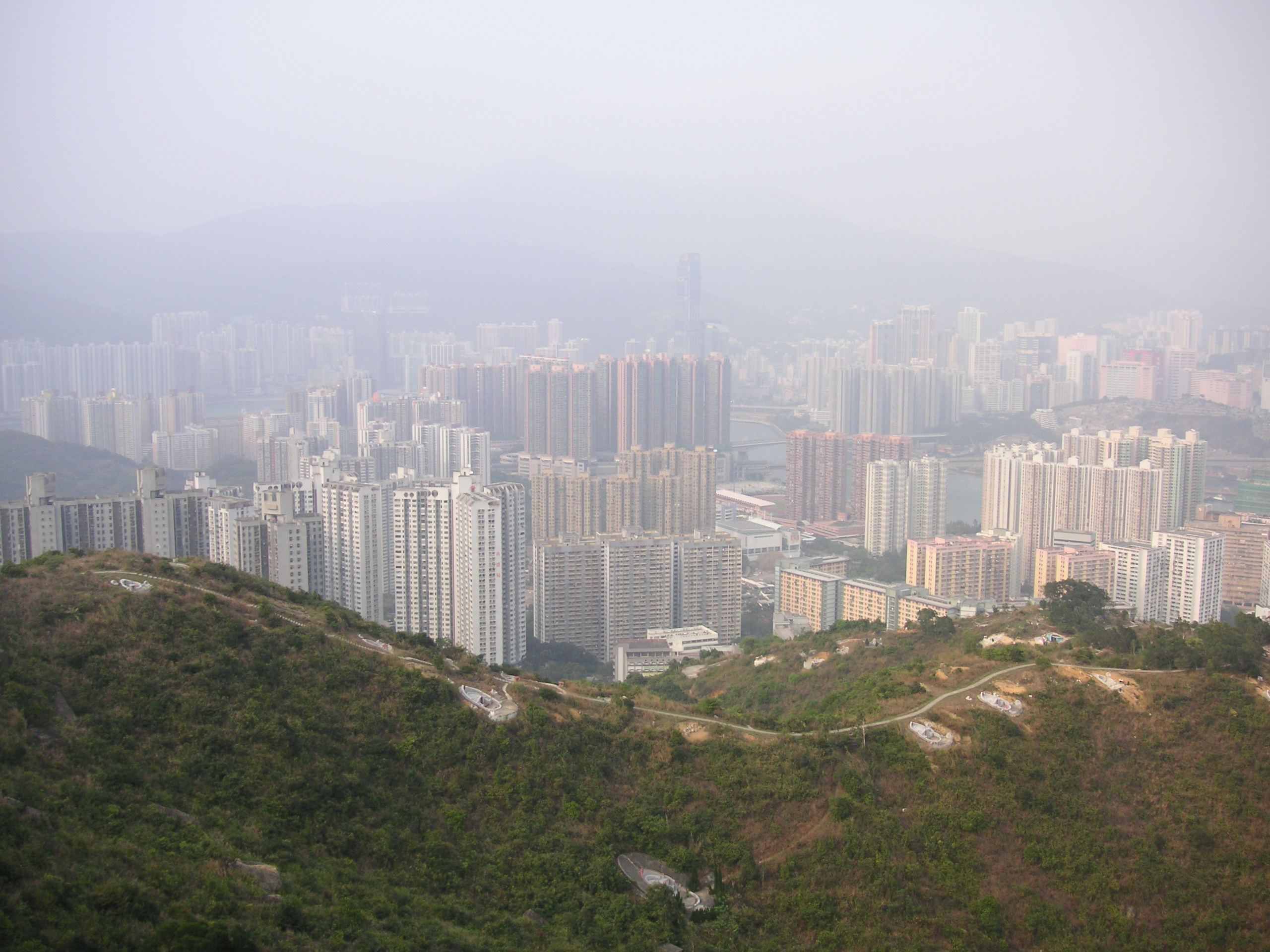
Nördlicher Teil von New Town
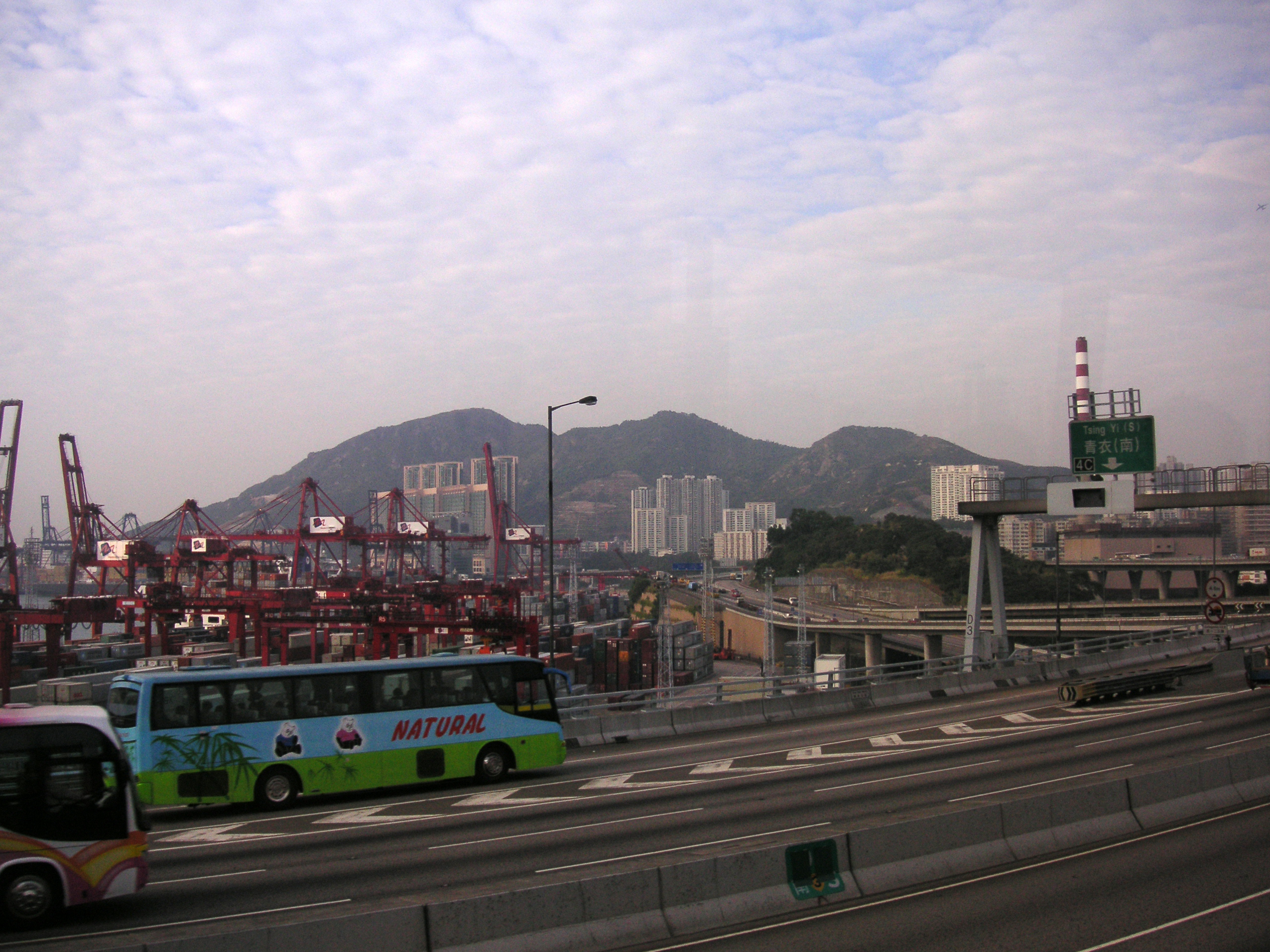
Der Tsing Yi Peak

## Öffentlicher Nahverkehr
Die Tsing Yi Station der MTR der Tung Chung Linie ist die einzige Bahnhaltestelle (Bahnhofstation) und befindet sich auf dem nordöstlichen Teil der Insel.
Neben der U-Bahn (MTR) gibt es der Insel Tsing Yi ein ausgedehntes Busnetz. Dazu zählen besonders folgende Bushaltestellen (genauer Busbahnhöfe, 巴士總站, englisch Bus Terminals).
- Cheung Ching (長青)
- Cheung Hang (長亨)
- Cheung Hong (長康)
- Cheung On (長安)
- Cheung Wang (長宏)
- Mayfair Gardens (美景花園)
- Bahnhof Tsing Yi (青衣站)
- Tsing Yi Estate (青衣邨)
- Tsing Yi Ferry (青衣碼頭)